# Аполіпопротеїн CIII
Аполіпротеїн CIII (англ. Apolipoprotein C3) – білок, який кодується геном APOC3, розташованим у людей на короткому плечі 11-ї хромосоми.  Довжина поліпептидного ланцюга білка становить 99 амінокислот, а молекулярна маса — 10 852.
| 10         |  | 20         |  | 30         |  | 40         |  | 50         |
| ---------- |  | ---------- |  | ---------- |  | ---------- |  | ---------- |
| MQPRVLLVVA |  | LLALLASARA |  | SEAEDASLLS |  | FMQGYMKHAT |  | KTAKDALSSV |
| QESQVAQQAR |  | GWVTDGFSSL |  | KDYWSTVKDK |  | FSEFWDLDPE |  | VRPTSAVAA  |

A: Аланін

D: Аспарагінова кислота

E: Глутамінова кислота

F: Фенілаланін

G: Гліцин

H: Гістидин

K: Лізин

L: Лейцин

M: Метіонін

P: Пролін

Q: Глутамін

R: Аргінін

S: Серин

T: Треонін

V: Валін

W: Триптофан

Задіяний у таких біологічних процесах як метаболізм ліпідів, транспорт, транспорт ліпідів, деградація ліпідів. 
Білок має сайт для зв'язування з сіаловими кислотами. 
Секретований назовні.